# Championnat du Luxembourg de football 1918-1919
Navigation
Saison précédente Saison suivante
La saison 1918-1919 du Championnat du Luxembourg de football était la 9e édition du championnat de première division au Luxembourg. Six clubs sont regroupés au sein d'une poule unique où ils se rencontrent deux fois, à domicile et à l'extérieur. En fin de saison, le dernier du classement est relégué et remplacé par le meilleur club de Promotion d'Honneur, la deuxième division luxembourgeoise.
C'est le Sporting Club Luxembourg qui remporte le titre en terminant en tête du classement final avec 3 points d'avance sur le tenant du titre, le Fola Esch et 4 sur le club promu, la Jeunesse d'Esch. C'est le tout premier titre de champion du Luxembourg de l'histoire du club.

## Les 6 clubs participants
| - Sporting Club Luxembourg - Racing Club Luxembourg - US Hollerich - Jeunesse d'Esch - Promu de Division d'Honneur - Fola Esch - Young Boys Diekirch |

## Compétition

### Classement
Le barème utilisé pour établir le classement est le suivant :
- Victoire : 2 points
- Match nul : 1 point
- Défaite, forfait ou abandon : 0 point

| Rang | Équipe                   | Pts | J  | G | N | P | Bp | Bc | Diff |  | Résultats (▼ dom., ► ext.) | Spo | Fol | Jeu | Hol | Rac | Die |
| ---- | ------------------------ | --- | -- | - | - | - | -- | -- | ---- |  | -------------------------- | --- | --- | --- | --- | --- | --- |
| 1    | Sporting Club Luxembourg | 16  | 10 | 7 | 2 | 1 | 18 | 12 | +6   |  | Sporting Club Luxembourg   |     | 1-0 | 1-5 | 3-0 | 2-1 | 1-0 |
| 2    | Fola Esch (T)            | 13  | 10 | 6 | 1 | 3 | 28 | 14 | +14  |  | Fola Esch (T)              | 1-3 |     | 3-0 | 4-3 | 6-1 | 2-1 |
| 3    | Jeunesse d'Esch (P)      | 12  | 10 | 4 | 4 | 2 | 24 | 12 | +12  |  | Jeunesse d'Esch (P)        | 2-3 | 0-0 |     | 1-1 | 3-0 | 7-0 |
| 4    | US Hollerich             | 9   | 10 | 3 | 3 | 4 | 18 | 17 | +1   |  | US Hollerich               | 1-1 | 1-3 | 1-3 |     | 1-1 | 1-0 |
| 5    | Racing Club Luxembourg   | 7   | 10 | 2 | 3 | 5 | 14 | 26 | -12  |  | Racing Club Luxembourg     | 1-2 | 3-2 | 3-3 | 1-6 |     | 1-1 |
| 6    | Young Boys Diekirch      | 3   | 10 | 0 | 3 | 7 | 4  | 25 | -21  |  | Young Boys Diekirch        | 1-1 | 1-7 | 0-0 | 0-3 | 0-2 |     |

## Bilan de la saison
| Championnat du Luxembourg de football 1918-1919 |                                      |
| Champion                                        | Sporting Club Luxembourg (1er titre) |
| Promotions et relégations                       |                                      |
| Promus en Première Division                     | Stade Dudelange                      |
| Relégués en Division d'Honneur                  | Young Boys Diekirch                  |